# KBS 영상실록
《KBS 영상실록》(-映像實錄)은 한해의 주요한 사실이나 사건을 시간별로 나열해 돌아보는 KBS 기획 제작국에서 제작하는 기록 다큐멘터리 프로그램이다.

## 방송 개요
한국이 독립 후 군정기였던 1945년부터 영상을 모아 제작하였으며, 이 후에도 매해 제작하여 방영하고 있다. 방영은 한해의 마지막 주에 KBS 1TV를 통해 방송된다.

## 타이틀 변천사

### 정규 시즌
| 기수 | 타이틀                          | 방송 기간                          | 연도(회차)           | 내레이션 | 비고  |
| ---- | ------------------------------- | ---------------------------------- | -------------------- | -------- | ----- |
| 1기  | 광복 50주년 연속기획 영상실록   | 1995년 7월 31일 ~ 1995년 10월 27일 | 1945 ~ 1994년 (50회) | 표영준   | [ 4 ] |
| 2기  | 대한민국 50년 특별기획 영상실록 | 1998년 8월 3일 ~ 1998년 8월 21일   | 1948 ~ 1997년 (50회) | 표영준   |       |
| 3기  | 광복 60주년 특별기획 영상실록   | 2005년 1월 2일 ~ 2005년 10월 30일  | 1945 ~ 1987년 (43회) | 배창복   | [ 5 ] |

### 비정기(연말특집)
| 회차(연도)   | 타이틀                                                | 방송 일자        | 내레이션       | 풀영상 | 비고  |
| ------------ | ----------------------------------------------------- | ---------------- | -------------- | ------ | ----- |
| 1회(1995년)  | 영상실록 1995                                         | 1995년 12월 31일 | 표영준         |        |       |
| 2회(1996년)  | 영상실록 1996                                         | 1996년 12월 30일 | 표영준         |        |       |
| 3회(1997년)  | 영상실록 1997                                         | 1997년 12월 31일 | 표영준         |        |       |
| 4회(1998년)  | 영상실록 1998                                         | 1998년 12월 30일 | 표영준         |        | [ 2 ] |
| 5회(2000년)  | 영상실록 2000                                         | 2000년 12월 31일 | 정용실         |        |       |
| 6회(2001년)  | 영상실록 2001                                         | 2001년 12월 31일 | 정용실         |        |       |
| 7회(2002년)  | 영상실록 2002 대한민국 제1편 : 월드컵 신화를 만들다   | 2002년 12월 30일 | -              |        |       |
| 7회(2002년)  | 영상실록 2002 대한민국 제2편 : 국민참여 정치를 바꾸다 | 2002년 12월 31일 | 김도현         |        |       |
| 8회(2003년)  | 영상실록 지구촌 2003                                  | 2003년 12월 30일 | 여성           |        |       |
| 8회(2003년)  | 영상실록 대한민국 2003                                | 2003년 12월 31일 | 표영준         |        |       |
| 9회(2004년)  | 영상실록, 월드 2004                                   | 2004년 12월 31일 | 정용실         |        |       |
| 9회(2004년)  | 영상실록, 대한민국 2004                               | 2004년 12월 31일 | 정용실         |        |       |
| 10회(2005년) | 영상실록 지구촌 2005                                  | 2005년 12월 30일 | 정용실         |        |       |
| 10회(2005년) | 영상실록 대한민국 2005                                | 2005년 12월 31일 | 고재균         |        |       |
| 11회(2006년) | 영상실록 2006 뒤돌아 본 지구촌                        | 2006년 12월 31일 | 홍소연, 이상호 |        |       |
| 11회(2006년) | 영상실록 2006 되돌아 본 대한민국                      | 2006년 12월 31일 | 배창복         |        |       |
| 12회(2007년) | 영상실록 2007 지구촌                                  | 2007년 12월 30일 | 이규원         |        |       |
| 12회(2007년) | 영상실록 2007 대한민국                                | 2007년 12월 31일 | 고재균         |        |       |
| 13회(2008년) | 영상실록 2008 지구촌                                  | 2008년 12월 31일 | 이규원         |        | HD    |
| 13회(2008년) | 영상실록 2008 대한민국                                | 2008년 12월 31일 | 미상           |        | HD    |
| 14회(2009년) | 영상실록 2009 지구촌                                  | 2009년 12월 26일 |                | [ 6 ]  | HD    |
| 14회(2009년) | 영상실록 2009 대한민국                                | 2009년 12월 31일 | 한상권         |        | HD    |
| 15회(2010년) | 영상실록 2010 지구촌                                  | 2010년 12월 30일 |                | [ 6 ]  | HD    |
| 15회(2010년) | 영상실록 2010 대한민국                                | 2010년 12월 31일 | 미상           |        | HD    |
| 16회(2011년) | 영상실록 2011 대한민국                                | 2011년 12월 31일 | 미상           |        | HD    |
| 17회(2012년) | 영상실록 2012 지구촌                                  | 2012년 12월 26일 |                | [ 6 ]  | HD    |
| 17회(2012년) | 영상실록 2012 대한민국                                | 2012년 12월 31일 | 미상           |        | HD    |
| 18회(2013년) | 영상실록 2013 지구촌                                  | 2013년 12월 30일 |                | [ 6 ]  |       |
| 18회(2013년) | 영상실록 2013 대한민국                                | 2013년 12월 31일 | 미상           |        |       |
| 19회(2014년) | 영상실록 2014 대한민국                                | 2014년 12월 31일 | 미상           |        |       |
| 19회(2014년) | 영상실록 2014 세계는                                  | 2014년 12월 31일 | 미상           | [ 6 ]  |       |
| 20회(2015년) | 영상실록 2015 세계는                                  | 2015년 12월 30일 | 미상           | [ 6 ]  |       |
| 20회(2015년) | 영상실록 2015 대한민국                                | 2015년 12월 31일 | 미상           |        |       |
| 21회(2016년) | 영상실록 2016 해외편                                  | 2016년 12월 30일 | 미상           | [ 6 ]  |       |
| 21회(2016년) | 영상실록 2016 국내편                                  | 2016년 12월 31일 | 배창복         |        |       |
| 22회(2017년) | 영상실록 2017 국제편                                  | 2017년 12월 30일 | 미상           | [ 6 ]  |       |
| 22회(2017년) | 영상실록 2017 국내편                                  | 2017년 12월 31일 | 미상           | [ 6 ]  |       |
| 23회(2018년) | 영상실록 2018 국제편                                  | 2018년 12월 29일 | 미상           | [ 6 ]  |       |
| 23회(2018년) | 영상실록 2018 국내편                                  | 2018년 12월 29일 | 미상           | [ 7 ]  |       |
| 24회(2019년) | 영상실록 2019 국제편                                  | 2019년 12월 29일 | 김지원         | [ 6 ]  |       |
| 24회(2019년) | 영상실록 2019 국내편                                  | 2019년 12월 30일 | 김지원         | ●      |       |
| 25회(2020년) | 영상실록 2020 국제편                                  | 2020년 12월 29일 | 미상           | ●      |       |
| 25회(2020년) | 영상실록 2020 국내편                                  | 2020년 12월 30일 | 미상           | ●      |       |
| 26회(2021년) | 영상실록 2021 국제편                                  | 2021년 12월 30일 | 박노원         | [ 6 ]  |       |
| 26회(2021년) | 영상실록 2021 국내편                                  | 2021년 12월 31일 | 박노원         | ●      |       |
| 27회(2022년) | 영상실록 2022 국내편                                  | 2022년 12월 30일 | 박노원         |        |       |
| 27회(2022년) | 영상실록 2022 국제편                                  | 2022년 12월 31일 | 박노원         |        |       |
| 28회(2023년) | 영상실록 2023 국제편                                  | 2023년 12월 30일 |                |        |       |
| 28회(2023년) | 영상실록 2023 국내편                                  | 2023년 12월 31일 |                |        |       |
| 29회(2024년) | 영상실록 2024 국제편                                  | 2024년 12월 28일 |                | ●      |       |
| 29회(2024년) | 영상실록 2024 국내편                                  | 2024년 12월 30일 |                |        | [ 8 ] |

## 같이 보기
- 뉴스 하이라이트 (일본방송협회 제작)